# Miedni Kadyrowa
Miedni Musajewna Kadyrowa (z domu Ajdamirowa, ros. Медни Мусаевна Кадырова (Айдамирова); ur. 7 września 1978 w Czeczeńsko-Inguskiej ASRR) – czeczeńska i rosyjska działaczka społeczna i projektanta mody, żona przywódcy Czeczenii Ramzana Kadyrowa. „Matka-bohater” (2022).

## Życiorys
Urodziła się 7 września 1978 roku. Swojego przyszłego męża Ramzana Kadyra poznała jeszcze w szkole. Żona przywódcy Czeczenii pracuje jako projektantka mody. W październiku 2009 roku założyła w Groznym dom mody Firdaws produkujący odzież dla muzułmanek, którego mottem jest „Elegancja w tradycjach islamu”. Według oświadczenia dochód Miedni Kadyrowej w 2014 roku wyniósł 3,4 mln rubli
W 2016 roku ukończyła z wyróżnieniem filię Instytutu Finansów i Prawa im. Gudermesa, tę samą, którą kiedyś ukończył również Ramzan Kadyrow.
Jest wiceprezesem Fundacji Społecznej im. Achmata Kadyrowa i zastępcą szefa sekretariatu przywódcy Czeczenii.
Agencja analityczna Minchenko Consulting w swoim badaniu Małżonki przywódców podmiotów Federacji Rosyjskiej 2022 zauważyła, że Miedni Kadyrowa stała się najpopularniejszą „pierwszą damą” w Rosji.
W październiku 2022 roku prezydent Rosji Władimir Putin wyraził wdzięczność Miedni Kadyrowej za jej aktywną działalność publiczną.
14 listopada 2022 roku dekretem prezydenta Rosji Władimira Putina Miedni Kadyrowa otrzymała tytuł honorowy „Matki-bohaterki”. Wraz z Olgą Diechtiarienko, mieszkanką Jamalsko-Nienieckiego Okręgu Autonomicznego, została jedną z pierwszych osób, którym przyznano ten tytuł.

## Życie osobiste
Miedni i Ramzan Kadyrow wychowują 12 dzieci – czterech synów i osiem córek.

## Sankcje
W lipcu 2020 roku Miedni Kadyrowa została wpisana na listę sankcyjną USA jako osoba blisko związana z Ramzanem Kadyrowem, na którego nałożono sankcje za naruszenia praw człowieka w Republice Czeczeńskiej, „w tym tortury i egzekucje pozasądowe”. 15 września 2022 roku, w związku z inwazją Rosji na Ukrainę, została wpisana na rozszerzoną listę sankcyjną USA. W październiku 2022 roku Miedni Kadyrowa została objęta sankcjami ze strony Japonii „w odpowiedzi na pseudoreferenda na okupowanych terytoriach ukraińskich”.